# 天然温泉 風の森
天然温泉 風の森（てんねんおんせん かぜのもり）は、富山県小矢部市西中野にある温泉施設である。

## 泉質
当温泉施設は小矢部市内の宇治新字大西島に所在する『小矢部温泉』を源泉としており、地下1,001 mから汲み上げている。
- 単純温泉[1]（加温循環濾過、一部地下水も使用[2]）
  - 源泉温度：27.1℃[1]
  - 湧出量：毎分380.0 リットル（動力揚水）[1]
  - pH：7.4[1]
  - 溶存物質：1721mg/kg[1]

## 施設概要
2013年に三井アウトレットパーク北陸小矢部が開業することが決まったのを機に、アウトレットを運営する三井不動産から周辺への温浴施設の誘致を勧められ、小矢部市が誘致に取り組んできた。結果、ツルカメO&Eの運営による全国10店舗目で北陸初進出の同施設が、2019年5月24日にオープンした。総工費は約13億円。
施設は鉄骨2階建てで、延床面積約2,466 m2。浴室エリアには露天岩風呂など6種類（陶器風呂、高濃度炭酸泉、立ち湯、変わり湯、ジェットバス、水風呂など）の風呂やサウナがあり、浴槽内（水風呂も含む）をライトアップすることで幻想的な雰囲気を出している。また、女性浴室には炭酸シャワーが設置されている。岩盤浴は天然岩塩を全体に活用し、利用者はコンサートシアターや、電気書籍などが楽しめるライブラリールームが使用できる。この他、部屋も備えた家族風呂やレストラン（食事処）、リラクゼーションルームも完備されている。

## アクセス
あいの風とやま鉄道線石動駅から車で7分。